# Saison 2014-2015 de l'Olympique lyonnais
Maillots
Chronologie
Saison précédente Saison suivante
La saison 2014-2015 de l'Olympique lyonnais est la soixante-cinquième de l'histoire du club. Le club jouera le tour préliminaire de la Ligue Europa grâce à la cinquième place obtenue lors de l'exercice précédent. Hubert Fournier devient le nouvel entraîneur de l'Olympique lyonnais, en remplacement de Rémi Garde. L'Olympique Lyonnais fait une bonne première partie de saison en pointant à la deuxième place à la trêve hivernale, à deux points du leader, l'Olympique de Marseille, et un point devant le Paris Saint-Germain.

## Effectif
L'effectif de cette saison est composé de 33 joueurs, de 10 nationalités différentes. Vingt-sept de ces joueurs sont internationaux (dix A, douze Espoirs, trois U20, deux U19), et 23 ont été formés au club.

## Tactique de l'équipe
Durant l'année, l'équipe a joué en règle générale en 4-4-2 en losange, avec Lacazette - Fékir ou Lacazette N'Jie comme duo d'attaquants. Les premières relances des lignes arrière se font dans la grande majorité des cas via Gonalons, qui est chargé de procéder à la première animation offensive, le plus souvent en jeu court avec les trois autres joueurs du milieu. Cette caractéristique est soulignée par Patrice Garande qui décide lors du match Caen-Lyon (3-0), de demander à son attaquant de gêner systématiquement Gonalons. « Sloan Privat, attaquant, je lui avais demandé une seule chose, s'occuper de Gonalons, parce que si tu prives Gonalons de ballons, 80 % du jeu de Lyon est mort ».

## Statistiques

### Collectives
| Compétition       | Matches joués | Matchs gagnés | Matchs nuls | Matchs perdus | Buts marqués | Buts encaissés | Différence de buts |
| ----------------- | ------------- | ------------- | ----------- | ------------- | ------------ | -------------- | ------------------ |
| Matchs amicaux    | 4             | 2             | 1           | 1             | 8            | 5              | +3                 |
| Ligue 1           | 38            | 22            | 9           | 7             | 72           | 33             | +39                |
| Ligue Europa      | 4             | 3             | 0           | 1             | 8            | 4              | +4                 |
| Coupe de France   | 2             | 1             | 0           | 1             | 5            | 5              | 0                  |
| Coupe de la Ligue | 1             | 0             | 1           | 0             | 1            | 1              | 0                  |
| Total             | 49            | 28            | 11          | 10            | 94           | 48             | +46                |

### Individuelles

#### Statistiques buteurs
Mise à jour effectuée le 9 mars 2015 après la victoire (5-1) à Montpellier dans le cadre de la 28e journée de Ligue 1.
| Place | Nom                 | Ligue 1 | Coupe de France | Coupe de la Ligue | Ligue Europa | TOTAL des BUTS |
| 1     | Alexandre Lacazette | 27      | 2               | 1                 | 1            | 31 buts        |
| 2     | Nabil Fekir         | 13      | 2               | -                 | -            | 15 buts        |
| 3     | Corentin Tolisso    | 6       | -               | -                 | -            | 6 buts         |
| 4     | Steed Malbranque    | 3       | -               | -                 | 1            | 4 buts         |
| 4     | Clinton N'Jie       | 7       | -               | -                 | 1            | 8 buts         |
| 6     | Yoann Gourcuff      | 3       | -               | -                 | -            | 3 buts         |
| 7     | Yassine Benzia      | 2       | -               | -                 | -            | 2 buts         |
| 7     | Jordan Ferri        | 1       | -               | -                 | 1            | 2 buts         |
| 7     | Samuel Umtiti       | 1       | -               | -                 | 1            | 2 buts         |
| 10    | Mohamed Yattara     | -       | -               | -                 | 1            | 1 but          |
| 10    | Bakary Koné         | 1       | -               | -                 | -            | 1 but          |
| 10    | Mouhamadou Dabo     | 1       | -               | -                 | -            | 1 but          |
| 10    | Maxime Gonalons     | -       | -               | -                 | 1            | 1 but          |
| #     | contre son camp     | 1       | -               | -                 | -            | 1 but          |
| Total | 13 buteurs          | 59 buts | 4 buts          | 1 but             | 7 buts       | 75 buts        |

#### Statistiques passeurs
Mise à jour effectuée le 9 mars 2015 après la victoire (5-1) à Montpellier dans le cadre de la 28e journée de Ligue 1.
| Place | Nom                 | Ligue 1   | Coupe de France | Coupe de la Ligue | Ligue Europa | TOTAL des PASSES |
| 1     | Nabil Fekir         | 9         | -               | -                 | -            | 9 passes         |
| 1     | Alexandre Lacazette | 5         | 2               | -                 | -            | 7 passes         |
| 3     | Clinton N'Jie       | 5         | -               | -                 | -            | 5 passes         |
| 4     | Jordan Ferri        | 4         | -               | -                 | -            | 4 passes         |
| 4     | Christophe Jallet   | 3         | -               | -                 | 1            | 4 passes         |
| 4     | Yoann Gourcuff      | 3         | -               | 1                 | -            | 4 passes         |
| 7     | Samuel Umtiti       | 2         | -               | -                 | 1            | 3 passes         |
| 7     | Henri Bedimo        | 3         | -               | -                 | -            | 3 passes         |
| 9     | Corentin Tolisso    | 1         | -               | -                 | 1            | 2 passes         |
| 9     | Rachid Ghezzal      | 2         | -               | -                 | -            | 2 passes         |
| 9     | Steed Malbranque    | 1         | 1               | -                 | -            | 2 passes         |
| 9     | Mohamed Yattara     | 2         | -               | -                 | -            | 2 passes         |
| 13    | Milan Biševac       | 1         | -               | -                 | -            | 1 passe          |
| 13    | Maxime Gonalons     | 1         | -               | -                 | -            | 1 passe          |
| 13    | Anthony Lopes       | 1         | -               | -                 | -            | 1 passe          |
| 13    | Arnold Mvuemba      | -         | -               | -                 | 1            | 1 passe          |
| Total | 16 passeurs         | 41 passes | 3 passes        | 1 passe           | 4 passes     | 49 passes        |

## Matchs

### Championnat
L'Olympique lyonnais termine la saison deuxième du championnat, derrière le PSG. Il est salué par les professionnels comme « la belle et grande surprise de la saison », pour avoir réussi à jouer le titre jusqu'au bout avec un effectif majoritairement composé de jeunes issus de la formation du club. 
À ce titre, l'équipe est comparable à celle de l'équipe de Nantes de 1994-1995, qui possédait également un jeu technique et porté vers l'avant et était composé en grande partie de joueurs formés au club. Bernard Lacombe insiste lui sur la méthode de formation identique entre les deux équipes : « Je ne sais pas si on applique les mêmes méthodes que le FC Nantes d'alors, qui avait quasiment les mêmes organisations tactiques dans toutes les catégories d'âge, mais ce qui est sûr, c'est que nos jeunes sont éduqués tout au long avec les mêmes principes de jeu, la même volonté de recherche technique, créative ». Reynald Pedros, lui, pointe la similitude athlétique, la capacité des deux équipes à beaucoup courir, à répéter les courses pour produire du « beau jeu » tout au long du match. Patrice Loko complète en montrant une différence : « Nico Ouédec était une véritable pointe et moi je tournais autour. Il y avait une complémentarité de profils. Fékir et Lacazette, c'est davantage une affinité particulière entre deux super footballeurs, mais sans véritablement de poste attitré. L'un et l'autre peuvent, à tour de rôle, décrocher, aller sur les côtés, lancer le partenaire qui a pris l'espace ».

### Ligue Europa
La Ligue Europa 2014-2015 est la quarante-quatrième édition de la Ligue Europa. Elle est divisée en deux phases, une phase de groupes, qui consiste en douze mini-championnats de quatre équipes par groupe, les deux premiers poursuivant la compétition. Puis une phase finale, décomposée en seizièmes de finale, huitièmes de finale, quarts de finale, demi-finales et une finale qui se joue sur terrain neutre. En cas d'égalité, lors de la phase finale, la règle des buts marqués à l'extérieur s'applique puis le match retour est augmenté d'une prolongation et d'une séance de tirs au but s'il le faut. Les équipes sont qualifiées en fonction de leurs bons résultats en championnat lors de la saison précédente et le tenant du titre est FC Séville, formation espagnole vainqueur du Benfica Lisbonne au Juventus Stadium de Turin.

## Affluence
Affluence de l'Olympique lyonnais à domicile

## Statistiques diverses

### Buts
- Premier but de la saison : 9e minute, Mohamed Yattara[4]
- Premier penalty : 74e minute, Alexandre Lacazette[5]
- Premier doublé : 9e et 38e minute, Mohamed Yattara[4]
- But le plus rapide d'une rencontre : 5e minute, Alexandre Lacazette[6]
- But le plus tardif d'une rencontre : 88e minute, Clinton N'Jie[7]
- Plus grande marge : 5
- Plus grand nombre de buts marqués : 5[4],[6]
- Plus grand nombre de buts marqués en une mi-temps : 4

### Discipline
- Premier carton jaune : 26e minute, Maxime Gonalons[4]
- Premier carton rouge : 77e minute, Lindsay Rose[8]
- Carton jaune le plus rapide : 14e minute, Christophe Jallet[9]
- Carton jaune le plus tardif : 80e minute, Jordan Ferri[10]
- Carton rouge le plus rapide : 77e minute, Lindsay Rose[8]
- Carton rouge le plus tardif : 77e minute, Lindsay Rose[8]

### Autres
Lors du dernier match de la saison face à Bordeaux, Hubert Fournier aligne d’entrée 9 joueurs formés à l’Olympique lyonnais : Anthony Lopes, Corentin Tolisso, Samuel Umtiti, Maxime Gonalons, Jordan Ferri, Clément Grenier, Steed Malbranque, Nabil Fekir et Alexandre Lacazette. C’est un record pour le club.